# Coicoyán de las Flores
Coicoyán de las Flores là một đô thị thuộc bang Oaxaca, México. Năm 2005, dân số của đô thị này là 7598 người.